# HC Lev Prague
Le HC Lev est un club professionnel de hockey sur glace de Prague en République tchèque. Le club est créé en 2012 pour faire partie de la Ligue continentale de hockey (Kontinentalnaïa Hokkeïnaïa Liga - KHL). Le club reprend la licence du HC Lev Poprad pour intégrer la nouvelle ligue. Après deux saisons jouées et en raison du retrait de deux sponsors principaux du club, celui-ci est obligé d'arrêter ses activités.

## Histoire du club

### Création du club
En 2010, un club de hockey sur glace, le HC Lev Hradec Králové, est créé dans la ville de Hradec Králové dans le but d'avoir une équipe qui rejoigne la nouvelle Ligue continentale de hockey (souvent désigné par le sigle KHL qui signifie : Kontinentalnaïa Hokkeïnaïa Liga). Toutes les conditions nécessaires sont remplies pour que le club rejoigne la KHL mais la Fédération tchèque de hockey sur glace, via son bureau exécutif, refuse l'intégration dans la KHL. La direction du club décide alors, avec l'accord de la KHL, de le déménager en Slovaquie dans la ville de Poprad. Quelques mois plus tard, alors qu'aucun accord n'a été trouvé avec la fédération slovaque, la KHL suspend temporairement la licence du club tant qu'un accord n'est pas trouvé.
Celui ci viendra avant le début de la saison 2011-2012, l'unique saison du club dans la KHL. En effet, en mars 2012, la Fédération tchèque de hockey sur glace donne finalement son accord à l'équipe du Lev Hockey Club of Prague de rejoindre les rangs de la KHL. Officiellement, il s'agit d'une autre entité que celle du club ayant participé à la saison 2011-2012 même si peu de temps après le club de hockey de Poprad arrête ses activités.

### Saison 2012-2013

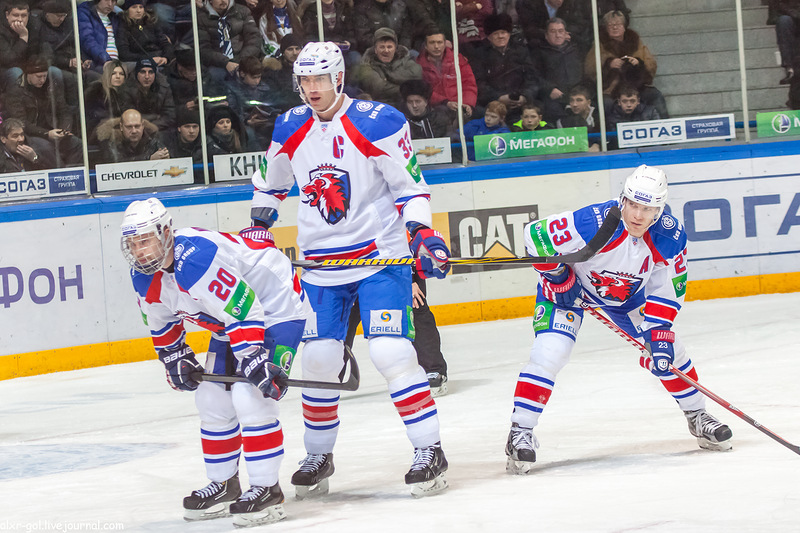
Petr Vrána, Zdeno Chára et Ľuboš Bartečko sous les couleurs du club en décembre 2012.

Le 16 mai 2012, le club annonce via son président du conseil d'administration, Jan Musil, qu'un accord a été trouvé avec la Tipsport arena pour les matchs à domicile de l'équipe, patinoire que le Lev partagera avec le Sparta Praha. Le même jour, Musil annonce les noms des premières personnalités de l'équipe : Josef Jandač en tant qu'entraîneur en chef, assisté de Jiří Kalous ainsi que plusieurs joueurs : Ondřej Němec, Tomáš Mojžíš, Jakub Klepiš, Marcel Hossa ou encore Tomáš Pöpperle comme gardien de buts de l'équipe. Normunds Sejejs, directeur général du club, déclare vouloir une équipe principalement composée de joueurs tchèques ou slovaques, même s'il ne s'interdit pas de recruter des joueurs étrangers.
La saison 2012-2013 débute le 6 septembre pour le HC Lev contre le Dinamo Riga. Ľuboš Bartečko inscrit le premier but de l'histoire du club alors que Tomáš Surový vient sceller la victoire de Prague 2 à 1. Après une défaite, 4 à 1 lors de la deuxième journée, Pöpperle réalise le premier blanchissage de l'histoire du club en arrêtant les 20 lancers des joueurs du Donbass Donetsk. Le 9 octobre 2012, dans la patinoire de Prague, le match devant la plus grande affluence est joué dans l'histoire de la KHL : 16 317 personnes assistent à la défaite des joueurs de Prague 1 à 0 contre le Dinamo Moscou, le seul but de la partie étant inscrit par Aleksandr Ovetchkine.
Comme de nombreux autres clubs européens, le HC Lev profite du lock-out de la Ligue nationale de hockey en l'absence d'accord entre les propriétaires des franchises de la Ligue nationale de hockey et le syndicat des joueurs, l'Association des joueurs de la Ligue nationale de hockey pour se renforcer en début de saison 2012-2013. Ainsi, après Jiří Hudler des Flames de Calgary puis Jakub Voráček des Flyers de Philadelphie, début octobre 2012, c'est au tour du défenseur international slovaque Zdeno Chára de signer avec la nouvelle équipe de Prague. Après une série de sept défaites en octobre, Josef Jandač est licencié de son poste d'entraîneur de l'équipe à la fin du mois. Il est remplacé début novembre par Václav Sýkora ; en réalité, les deux entraîneurs échangent leur rôle entre le HC Lev et le Sparta, les deux clubs appartenant à la même entité.
La saison 2012-2013 de la LNH débute finalement le 19 janvier et Chára joue 25 matchs pour 10 points avec le club de Prague avant de retourner en Amérique du Nord. La saison régulière de la KHL, quant à elle, se termine le 17 février pour le HC Lev, une défaite lors de la séance des tirs de fusillade 2 à 1 contre Donbass. Avec 24 victoires et 28 défaites, le club de Prague se classe quatrième de la division Bobrov et septième de la conférence de l'Ouest. Klepiš est le meilleur buteur et meilleur pointeur de son équipe 20 buts et 38 points. Il est 11e buteur et 23e pointeur de l'ensemble de la ligue derrière Sergueï Moziakine du Metallourg Magnitogorsk auteur de 35 buts et 76 points. Collectivement, les joueurs du HC Lev sont ainsi qualifiés pour les séries éliminatoires de la Coupe Gagarine.
Ils sont opposés au premier tour aux joueurs du CSKA Moscou, champions de la division Tarassov et menés par Aleksandr Radoulov, deuxième meilleur pointeur de la saison régulière et par Rastislav Staňa, gardien avec la plus petite moyenne de buts alloués par matchs du circuit. Le premier match de la série est joué sur la glace de Moscou et dès la dixième minute de jeu, Igor Radoulov ouvre la marque pour le CSKA. Un peu avant la mi-match, les joueurs de Prague reviennent à égalité par un but de Petr Vrána. Après un but de chaque côté, le temps réglementaire se termine sur le score de 2 buts partout et une prolongation doit être jouée. Il faut attendre la 74e minute de jeu pour voir la victoire du CSKA 3 à 2 : Aleksandr Radoulov fait le tour de la cage de Pöpperle, attirant quatre joueurs dans sa direction et transmet le palet à Iakov Rylov qui arrive à pleine vitesse face au portier tchèque, ne lui laissant aucune chance. Le deuxième match, toujours à Moscou, se solde également sur une victoire en prolongation 3 à 2 pour le CKSA. Les joueurs locaux parviennent à revenir au score à deux minutes de la fin du match alors que Prague était devant 2 à 1. C'est encore une fois Rylov qui vient sauver le CSKA. Après des occasions des deux côtés, Igor Grigorenko inscrit le but de la victoire à la 89e minute, d'un lancer sur le côté dévié devant Pöpperle par un de ses défenseurs. Le troisième match de la série se joue sur la glace de la Tipsport arena. Malgré l'ouverture du score pour Prague par Jiří Novotný au début de la deuxième période, le CSKA s'impose une nouvelle fois, cette fois sur le score de 3 buts à 1 dont 2 buts en moins d'une minute. La première aventure en série pour l'équipe du Lev s'arrête le lendemain, à l'issue du quatrième et dernier match, une nouvelle victoire pour le CSKA, cette fois sur la marque de 2 buts à 1.

#### Résultats et classements de la saison régulière 2012-2013
| Date       | Équipe domicile             | Score du match | Équipe visiteuse            |
| ---------- | --------------------------- | -------------- | --------------------------- |
| 06/09/2012 | HC Lev Prague               | 2–1            | Dinamo Riga                 |
| 08/09/2012 | HC Lev Prague               | 1–4            | Spartak Moscou              |
| 10/09/2012 | HC Lev Prague               | 1–0            | Donbas Donetsk              |
| 13/09/2012 | Vitiaz Tchekhov             | 0–2            | HC Lev Prague               |
| 15/09/2012 | Severstal Tcherepovets      | 2–3 (TF)       | HC Lev Prague               |
| 17/09/2012 | Dinamo Minsk                | 0–4            | HC Lev Prague               |
| 20/09/2012 | HC Lev Prague               | 3–1            | Avangard Omsk               |
| 22/09/2012 | HC Lev Prague               | 2–4            | Barys Astana                |
| 24/09/2012 | HC Lev Prague               | 4–0            | Iougra Khanty-Mansiïsk      |
| 27/09/2012 | Metallourg Magnitogorsk     | 6–1            | HC Lev Prague               |
| 29/09/2012 | Traktor Tcheliabinsk        | 5–2            | HC Lev Prague               |
| 01/10/2012 | Avtomobilist Iekaterinbourg | 3–5            | HC Lev Prague               |
| 06/10/2012 | HC Lev Prague               | 3–4            | SKA Saint-Pétersbourg       |
| 09/10/2012 | HC Lev Prague               | 0–1            | Dinamo Moscou               |
| 13/10/2012 | Ak Bars Kazan               | 4–2            | HC Lev Prague               |
| 15/10/2012 | Neftekhimik Nijnekamsk      | 3–2 (TF)       | HC Lev Prague               |
| 17/10/2012 | Salavat Ioulaïev Oufa       | 4–2            | HC Lev Prague               |
| 19/10/2012 | CSKA Moscou                 | 3–0            | HC Lev Prague               |
| 25/10/2012 | HC Lev Prague               | 2–3            | CSKA Moscou                 |
| 29/10/2012 | HC Lev Prague               | 2–3 (Pr)       | Metallourg Magnitogorsk     |
| 31/10/2012 | HC Lev Prague               | 5–2            | Amour Khabarovsk            |
| 01/11/2012 | HC Lev Prague               | 3–5            | Sibir Novossibirsk          |
| 03/11/2012 | HC Lev Prague               | 1–2            | HC Slovan Bratislava        |
| 14/11/2012 | Torpedo Nijni Novgorod      | 2–3            | HC Lev Prague               |
| 16/11/2012 | Lokomotiv Iaroslavl         | 2–1 (Pr)       | HC Lev Prague               |
| 18/11/2012 | Atlant Mytichtchi           | 2–1            | HC Lev Prague               |
| 21/11/2012 | HC Lev Prague               | 4–2            | Atlant Mytichtchi           |
| 23/11/2012 | HC Lev Prague               | 7–3            | Lokomotiv Iaroslavl         |
| 28/11/2012 | Sibir Novossibirsk          | 2–1            | HC Lev Prague               |
| 30/11/2012 | Metallourg Magnitogorsk     | 2–3            | HC Lev Prague               |
| 02/12/2012 | Amour Khabarovsk            | 2–3            | HC Lev Prague               |
| 05/12/2012 | HC Lev Prague               | 4–2            | Torpedo Nijni Novgorod      |
| 08/12/2012 | HC Slovan Bratislava        | 2–1            | HC Lev Prague               |
| 21/12/2012 | HC Lev Prague               | 6–1            | Salavat Ioulaïev Oufa       |
| 23/12/2012 | HC Lev Prague               | 2–3 (Pr)       | Neftekhimik Nijnekamsk      |
| 24/12/2012 | HC Lev Prague               | 0–2            | Ak Bars Kazan               |
| 28/12/2012 | Dinamo Moscou               | 2–4            | HC Lev Prague               |
| 30/12/2012 | SKA Saint-Pétersbourg       | 5–3            | HC Lev Prague               |
| 06/01/2013 | HC Lev Prague               | 1–0            | Avtomobilist Iekaterinbourg |
| 08/01/2013 | HC Lev Prague               | 2–5            | Metallourg Magnitogorsk     |
| 10/01/2013 | HC Lev Prague               | 6–2            | Traktor Tcheliabinsk        |
| 15/01/2013 | HC Lev Prague               | 3–4            | HC Slovan Bratislava        |
| 18/01/2013 | Avangard Omsk               | 4–0            | HC Lev Prague               |
| 20/01/2013 | Barys Astana                | 5–1            | HC Lev Prague               |
| 22/01/2013 | Iougra Khanty-Mansiïsk      | 4–2            | HC Lev Prague               |
| 26/01/2013 | HC Lev Prague               | 1–2            | Dinamo Minsk                |
| 28/01/2013 | HC Lev Prague               | 5–4            | Severstal Tcherepovets      |
| 30/01/2013 | HC Lev Prague               | 5–2            | Vitiaz Tchekhov             |
| 03/02/2013 | HC Slovan Bratislava        | 4–5            | HC Lev Prague               |
| 13/02/2013 | Dinamo Riga                 | 1–3            | HC Lev Prague               |
| 15/02/2013 | Spartak Moscou              | 0–2            | HC Lev Prague               |
| 17/02/2013 | Donbas Donetsk              | 2–1 (TF)       | HC Lev Prague               |

| Joueur                 | PJ | B  | A  | Pts | Pun |
| ---------------------- | -- | -- | -- | --- | --- |
| Jakub Klepiš           | 45 | 20 | 18 | 38  | 24  |
| Ondřej Němec           | 52 | 6  | 16 | 22  | 46  |
| Erik Christensen       | 41 | 11 | 10 | 21  | 18  |
| Tomáš Surový           | 51 | 10 | 10 | 20  | 24  |
| Jakub Voráček          | 23 | 7  | 13 | 20  | 22  |
| Petr Vrána             | 51 | 6  | 14 | 20  | 20  |
| Marcel Hossa           | 50 | 8  | 11 | 19  | 28  |
| Tomáš Rachůnek (en)    | 36 | 6  | 9  | 15  | 20  |
| Jiří Novotný           | 43 | 6  | 9  | 15  | 18  |
| Nicklas Danielsson     | 16 | 6  | 8  | 14  | 16  |
| Ľuboš Bartečko         | 32 | 6  | 5  | 11  | 8   |
| Juraj Mikus            | 27 | 4  | 7  | 11  | 18  |
| Zdeno Chára            | 25 | 4  | 6  | 10  | 24  |
| Michal Řepík           | 47 | 4  | 6  | 10  | 32  |
| Nathan Oystrick        | 43 | 3  | 6  | 9   | 42  |
| Jiří Hunkes (en)       | 34 | 1  | 7  | 8   | 38  |
| Martin Škoula          | 21 | 1  | 6  | 7   | 8   |
| Mārtiņš Cipulis        | 16 | 3  | 3  | 6   | 2   |
| Mathias Porseland (en) | 38 | 0  | 6  | 6   | 24  |
| Jakub Krejčík          | 38 | 3  | 2  | 5   | 32  |
| Juraj Mikuš            | 45 | 2  | 3  | 5   | 22  |
| Jakub Nakládal         | 14 | 1  | 4  | 5   | 8   |
| Sami Lepistö           | 11 | 0  | 5  | 5   | 20  |
| Richard Gynge          | 7  | 2  | 2  | 4   | 6   |
| Vitali Karamnov        | 37 | 2  | 2  | 4   | 16  |
| Michal Birner          | 24 | 1  | 3  | 4   | 8   |
| Jaroslav Svoboda       | 25 | 2  | 0  | 2   | 4   |
| Mikko Mäenpää          | 3  | 1  | 1  | 2   | 0   |
| Roman Červenka         | 5  | 1  | 1  | 2   | 2   |
| Alexandre Picard       | 11 | 1  | 1  | 2   | 4   |
| Aleksandrs Ņiživijs    | 7  | 1  | 0  | 1   | 2   |
| Michal Sersen          | 12 | 1  | 0  | 1   | 6   |
| Lukáš Cingeľ (en)      | 15 | 1  | 0  | 1   | 2   |
| Jiří Hudler            | 4  | 0  | 1  | 1   | 2   |
| Tomáš Mojžíš           | 10 | 0  | 1  | 1   | 4   |
| Jiří Sekáč             | 26 | 0  | 1  | 1   | 8   |
| Filip Pavlík (en)      | 1  | 0  | 0  | 0   | 0   |
| Paul Szczechura        | 3  | 0  | 0  | 0   | 2   |

| Clt   | Équipe                 | PJ | V  | VP | VF | D | DP | DF | BP  | BC  | Pts |
| ----- | ---------------------- | -- | -- | -- | -- | - | -- | -- | --- | --- | --- |
| +001, | SKA Saint-Pétersbourg  | 52 | 36 | 1  | 1  | 2 | 1  | 11 | 182 | 116 | 115 |
| +002, | CSKA Moscou            | 52 | 23 | 5  | 8  | 1 | 0  | 15 | 151 | 109 | 96  |
| +003, | Dinamo Moscou          | 52 | 27 | 3  | 6  | 1 | 1  | 14 | 150 | 115 | 101 |
| +004, | Lokomotiv Iaroslavl    | 52 | 24 | 2  | 8  | 0 | 0  | 18 | 131 | 121 | 92  |
| +005, | Severstal Tcherepovets | 52 | 21 | 1  | 6  | 3 | 5  | 16 | 137 | 117 | 85  |
| +006, | Slovan Bratislava      | 52 | 17 | 3  | 8  | 5 | 0  | 19 | 124 | 127 | 78  |
| +007, | Lev Prague             | 52 | 23 | 0  | 1  | 2 | 3  | 23 | 132 | 133 | 76  |
| +008, | Atlant Mytichtchi      | 52 | 19 | 1  | 3  | 4 | 4  | 21 | 137 | 141 | 73  |
| +009, | Donbass Donetsk        | 52 | 17 | 2  | 5  | 6 | 1  | 21 | 134 | 142 | 72  |
| +010, | Dinamo Minsk           | 52 | 18 | 5  | 1  | 2 | 3  | 23 | 142 | 146 | 71  |
| +011, | Torpedo Nijni Novgorod | 52 | 19 | 0  | 2  | 4 | 4  | 23 | 142 | 146 | 69  |
| +012, | Vitiaz Tchekhov        | 52 | 11 | 1  | 6  | 6 | 2  | 26 | 119 | 151 | 55  |
| +013, | Spartak Moscou         | 52 | 11 | 4  | 2  | 5 | 2  | 28 | 106 | 151 | 52  |
| +014, | Dinamo Riga            | 52 | 13 | 2  | 2  | 2 | 2  | 31 | 109 | 151 | 51  |

- Équipe championne de la Koubok Kontinenta
- Équipe championne de division
- Équipe qualifiée pour les séries de la Coupe Gagarine

| Clt   | Équipe                | PJ | V  | VP | VF | D | DP | DF | BP  | BC  | Pts |
| ----- | --------------------- | -- | -- | -- | -- | - | -- | -- | --- | --- | --- |
| +001, | SKA Saint-Pétersbourg | 52 | 36 | 1  | 1  | 2 | 1  | 11 | 182 | 116 | 115 |
| +002, | Dinamo Moscou         | 52 | 27 | 3  | 6  | 1 | 1  | 14 | 150 | 115 | 101 |
| +003, | Slovan Bratislava     | 52 | 17 | 3  | 8  | 5 | 0  | 19 | 124 | 127 | 78  |
| +004, | Lev Prague            | 52 | 23 | 0  | 1  | 2 | 3  | 23 | 132 | 133 | 76  |
| +005, | Donbass Donetsk       | 52 | 17 | 2  | 5  | 6 | 1  | 21 | 134 | 142 | 72  |
| +006, | Vitiaz Tchekhov       | 52 | 11 | 1  | 6  | 6 | 2  | 26 | 119 | 151 | 55  |
| +007, | Dinamo Riga           | 52 | 13 | 2  | 2  | 2 | 2  | 31 | 109 | 151 | 51  |

#### Résultats et classements des séries éliminatoires 2013
| Date                           | Équipe domicile | Score du match | Équipe visiteuse | Score de la série |
| ------------------------------ | --------------- | -------------- | ---------------- | ----------------- |
| Quarts de finale de Conférence |                 |                |                  |                   |
| 20/02/2013                     | CSKA Moscou     | 3–2 (Pr)       | HC Lev Prague    | 0-1               |
| 21/02/2013                     | CSKA Moscou     | 3–2 (Pr)       | HC Lev Prague    | 0-2               |
| 24/02/2013                     | HC Lev Prague   | 1–3            | CSKA Moscou      | 0-3               |
| 25/02/2013                     | HC Lev Prague   | 1-2            | CSKA Moscou      | 0-4               |

| Joueur                 | PJ | B | A | Pts | Pun |
| ---------------------- | -- | - | - | --- | --- |
| Michal Birner          | 2  | 1 | 2 | 3   | 0   |
| Michal Řepík           | 4  | 1 | 2 | 3   | 8   |
| Nathan Oystrick        | 4  | 0 | 3 | 3   | 2   |
| Petr Vrána             | 4  | 1 | 1 | 2   | 2   |
| Mikko Mäenpää          | 4  | 1 | 1 | 2   | 2   |
| Nicklas Danielsson     | 4  | 1 | 1 | 2   | 14  |
| Jiří Novotný           | 4  | 1 | 0 | 1   | 4   |
| Jakub Klepiš           | 4  | 0 | 0 | 0   | 0   |
| Mārtiņš Cipulis        | 4  | 0 | 0 | 0   | 0   |
| Tomáš Rachůnek (en)    | 4  | 0 | 0 | 0   | 2   |
| Jakub Krejčík          | 4  | 0 | 0 | 0   | 2   |
| Jakub Nakládal         | 4  | 0 | 0 | 0   | 2   |
| Ondřej Němec           | 4  | 0 | 0 | 0   | 4   |
| Tomáš Surový           | 4  | 0 | 0 | 0   | 4   |
| Marcel Hossa           | 4  | 0 | 0 | 0   | 14  |
| Aleksandrs Ņiživijs    | 3  | 0 | 0 | 0   | 0   |
| Lukáš Cingeľ (en)      | 3  | 0 | 0 | 0   | 0   |
| Jiří Sekáč             | 3  | 0 | 0 | 0   | 0   |
| Juraj Mikuš            | 3  | 0 | 0 | 0   | 2   |
| Sami Lepistö           | 3  | 0 | 0 | 0   | 2   |
| Mathias Porseland (en) | 2  | 0 | 0 | 0   | 0   |
| Richard Gynge          | 2  | 0 | 0 | 0   | 0   |
| Vitali Karamnov        | 1  | 0 | 0 | 0   | 0   |

### Saison 2013-2014
Avec le 9e budget de la KHL, le club de Prague est actif sur le marché des transferts à la fin de la saison 2012-20123 avec les arrivées de Calle Ridderwall (meilleur marqueur du championnat d'Allemagne 2012-2013 avec Düsseldorfer EG), de Petri Vehanen gardien de but et Justin Azevedo défenseur, tous deux en provenance de Lukko en Finlande mais également de Ryan O'Byrne venant de la LNH,. Une des arrivées qui fait le plus parler est celle de Nikolaï Jerdev. L'attaquant international russe ne reste finalement que quelques mois au sein de l'effectif du club de Prague puisqu'il résilie son contrat début septembre, à une semaine du début de la saison régulière.
Cette nouvelle saison débute pour le Lev par une défaite en prolongation 3 à 2 contre le Donbas Donetsk. Tout début octobre, l'entraîneur en chef de l'équipe démissionne de son poste pour des raisons familiales. Il reste dans l'équipe des entraîneurs du club mais cède sa place à Kari Jalonen, qui vient de se voir offrir le poste d'entraîneur de l'équipe nationale de Finlande à partir de 2014. Mi décembre, le club bat le Slovan Bratislava sur le score de 7 à 0. Quelques jours plus tard, la liste des joueurs sélectionnés pour participer au match des étoiles de la KHL est annoncée et Jakub Klepiš en fait partie. Quelques jours plus tard, le gardien de l'équipe, Vehanen, est sélectionné pour remplacer Aleksandr Ieriomenko qui avait été sélectionné par les fans. Finalement aucun des deux joueurs de Prague ne participeront aux matchs, les deux devant déclarer forfaits quelques jours avant l'événement. Mi-janvier, l'équipe de Prague se classe troisième de la conférence de l'Ouest. La saison de la KHL s'interrompt fin janvier pour laisser les joueurs participer aux Jeux olympiques joués à Sotchi en Russie. Jiří Novotný, capitaine du Lev, est le seul représentant de son équipe au tournoi olympique, son équipe, la Tchéquie finissant à la sixième place du tournoi.
Le dernier match de la saison régulière pour Prague est joué le 4 mars et se termine comme le premier : une défaite en prolongation 3 buts à 2, cette fois contre le Spartak de Moscou. Le club de Prague se classe deuxième de la Division Bobrov avec 99 points, 6 de moins que le SKA Saint-Pétersbourg, premiers de la division, et 16 de moins que le HK Dinamo Moscou, meilleure équipe de la Conférence de l'Ouest. Avec 18 buts et 31 points, Martin Thörnberg est le meilleur buteur et le meilleur pointeur de l'équipe, presque la moitié des totaux de Sergueï Moziakine, meilleur buteur et pointeur de la KHL avec 34 buts et 73 points.
Au premier tour des séries, l'équipe de la capitale de la Tchéquie est opposée à celle de la capitale de la Croatie : le KHL Medveščak Zagreb. Sixième de la conférence à l'issue de la saison régulière, le club de Zagreb est emmené par le canadien Jonathan Cheechoo, auteur de 38 points. Prague ayant un meilleur classement que Zagreb, les deux premiers matchs de la série sont joués dans la Tipsport Arena. Il faut moins d'une minute de jeu au capitaine du Lev pour ouvrir le score mais les visiteurs reviennent au score avant la moitié de la première période. Prague reprend les devants avant la fin de la période mais la deuxième période se termine sur le score d'égalité 2 buts partout. Dans les cinq premières minutes de la dernière période, Prague inscrit deux buts par Vrána puis Thörnberg. Malgré un nouveau but de Zagreb, Prague remporte le premier match sur le score de 4 buts à 3. Le match suivant tourne également à l'avantage des locaux avec une victoire 5-2 avec des buts inscrits par Lukáš Cingeľ, Novotný, Thörnberg, Patrik Zackrisson et Justin Azevedo. Au cours de cette rencontre, le gardien de Zagreb, Barry Brust, reçoit 36 lancers contre une vingtaine contre Vehanen. Joué dans la patinoire de Zagreb, la Dom Sportova, le troisième match se finit sur le même score de 5-2, toujours à l'avantage de Prague, même s'il faut attendre la 32e minute de jeu pour voir le premier but de la rencontre. Au cours de cette victoire, Thörnberg inscrit deux buts pour le Lev,. Le suédois ne parvient pas à trouver le fond du filet lors du quatrième match de la série mais il inscrit tout de même son nom sur la feuille de match ; il est crédité d'une aide sur le deuxième but de son équipe à la 15e minute. Un peu après la moitié du match, Niko Kapanen de Prague reçoit une pénalité de 5 minutes pour une mise en échec contre la bande plus une expulsion de match. Malgré une situation de 3 contre 5, Vehanen et ses défenseurs parviennent à tenir bon. Au début du troisième tiers-temps, Zagreb parvient à réduire l'écart mais Prague reprend une longueur d'avance moins de 2 minutes plus tard. Matt Ellison, déjà auteur de 2 buts dans la série pour Zagreb, inscrit son troisième but de la série mais la défense de Prague tient bon et le club remporte sa première série en 4 rencontres,.
Pour le deuxième tour des séries, le Lev de Prague est opposé au Donbass Donetsk qui s'est qualifié au terme de sept rencontres. Les deux équipes se sont affrontées deux fois lors de la saison régulière avec à la clé pour Prague une victoire et une défaite après prolongation. La crise ukrainienne secoue l'Ukraine depuis septembre 2013, la KHL décide donc que les matchs à domicile de Donbass ne seraient plus joués en Ukraine mais à Bratislava dans la Slovnaft Arena. La série entre les deux équipes démarre sur la glace de Prague le 20 mars avec une victoire 5 buts à 2 des joueurs locaux. Ces derniers inscrivent un premier but lors de la première période puis deux buts inscrits en moins d'une minute de jeu chassent Jan Laco, le gardien de Dontesk, sur son banc. Son remplaçant ne connaît pas plus de succès puisqu'il concède deux buts de plus avant la fin du deuxième tiers-temps. buts lors des deux premières périodes, avant de concéder deux buts dans le dernier tier-temps. La dernière période de jeu tourne à l'avantage des visiteurs avec deux buts mais ils ne parviennent pas pour autant à inverser le résultat,.

#### Résultats et classements de la saison régulière 2013-2014
| Date       | Équipe domicile             | Score    | Équipe visiteuse            |
| ---------- | --------------------------- | -------- | --------------------------- |
| 08/09/2013 | Donbas Donetsk              | 3-2 (Pr) | HC LEV Prague               |
| 10/09/2013 | KHL Medveščak Zagreb        | 1-3      | HC LEV Prague               |
| 12/09/2013 | Dinamo Minsk                | 1-3      | HC LEV Prague               |
| 14/09/2013 | HK Spartak Moscou           | 4-3      | HC LEV Prague               |
| 17/09/2013 | HC LEV Prague               | 4-1      | HK Vitiaz                   |
| 19/09/2013 | HC LEV Prague               | 4-3 (TF) | Torpedo Nijni Novgorod      |
| 21/09/2013 | HC LEV Prague               | 2-1      | HK Dinamo Moscou            |
| 23/09/2013 | HC LEV Prague               | 1-2      | Ak Bars Kazan               |
| 27/09/2013 | Metallourg Novokouznetsk    | 3-5      | HC LEV Prague               |
| 29/09/2013 | Sibir Novossibirsk          | 5-3      | HC LEV Prague               |
| 01/10/2013 | Admiral Vladivostok         | 2-3 (Pr) | HC LEV Prague               |
| 03/10/2013 | Amour Khabarovsk            | 3-0      | HC LEV Prague               |
| 07/10/2013 | HC LEV Prague               | 3-4 (Pr) | Metallourg Magnitogorsk     |
| 09/10/2013 | HC LEV Prague               | 2-0      | Neftekhimik Nijnekamsk      |
| 11/10/2013 | HC LEV Prague               | 7-2      | Traktor Tcheliabinsk        |
| 13/10/2013 | HC LEV Prague               | 2-3      | Salavat Ioulaïev Oufa       |
| 15/10/2013 | HC Slovan Bratislava        | 5-2      | HC LEV Prague               |
| 19/10/2013 | HC LEV Prague               | 1-2      | CSKA Moscou                 |
| 21/10/2013 | HC LEV Prague               | 2-1 (TF) | Dinamo Riga                 |
| 26/10/2013 | Lokomotiv Iaroslavl         | 0-2      | HC LEV Prague               |
| 28/10/2013 | Severstal Tcherepovets      | 2-1      | HC LEV Prague               |
| 30/10/2013 | SKA Saint-Pétersbourg       | 5-0      | HC LEV Prague               |
| 01/11/2013 | Atlant Mytichtchi           | 0-4      | HC LEV Prague               |
| 13/11/2013 | HC LEV Prague               | 3-2 (Pr) | Avtomobilist Iekaterinbourg |
| 15/11/2013 | HC LEV Prague               | 2-1      | Iougra Khanty-Mansiïsk      |
| 17/11/2013 | HC LEV Prague               | 3-2 (TF) | Avangard Omsk               |
| 19/11/2013 | HC LEV Prague               | 2-3 (Pr) | Barys Astana                |
| 22/11/2013 | Avtomobilist Iekaterinbourg | 1-3      | HC LEV Prague               |
| 24/11/2013 | Iougra Khanty-Mansiïsk      | 1-4      | HC LEV Prague               |
| 26/11/2013 | Avangard Omsk               | 2-3 (TF) | HC LEV Prague               |
| 28/11/2013 | Barys Astana                | 2-3      | HC LEV Prague               |
| 02/12/2013 | HC LEV Prague               | 3-4 (TF) | SKA Saint-Pétersbourg       |
| 04/12/2013 | HC LEV Prague               | 3-1      | Severstal Tcherepovets      |
| 06/12/2013 | HC LEV Prague               | 0-1 (Pr) | Lokomotiv Iaroslavl         |
| 08/12/2013 | HC LEV Prague               | 1-3      | Atlant Mytichtchi           |
| 11/12/2013 | CSKA Moscou                 | 0-3      | HC LEV Prague               |
| 15/12/2013 | HC LEV Prague               | 7-0      | HC Slovan Bratislava        |
| 28/12/2013 | Dinamo Riga                 | 1-2 (TF) | HC LEV Prague               |
| 03/01/2014 | Traktor Tcheliabinsk        | 2-3 (TF) | HC LEV Prague               |
| 05/01/2014 | Metallourg Magnitogorsk     | 4-2      | HC LEV Prague               |
| 07/01/2014 | Salavat Ioulaïev Oufa       | 1-5      | HC LEV Prague               |
| 09/01/2014 | Neftekhimik Nijnekamsk      | 1-4      | HC LEV Prague               |
| 13/01/2014 | HC LEV Prague               | 3-2 (TF) | Metallourg Novokouznetsk    |
| 15/01/2014 | HC LEV Prague               | 4-1      | Admiral Vladivostok         |
| 17/01/2014 | HC LEV Prague               | 3-0      | Amour Khabarovsk            |
| 19/01/2014 | HC LEV Prague               | 3-1      | Sibir Novossibirsk          |
| 22/01/2014 | Torpedo Nijni Novgorod      | 5-2      | HC LEV Prague               |
| 24/01/2014 | Ak Bars Kazan               | 2-3 (TF) | HC LEV Prague               |
| 26/01/2014 | HK Dinamo Moscou            | 2-1      | HC LEV Prague               |
| 28/01/2014 | HK Vitiaz                   | 3-4 (TF) | HC LEV Prague               |
| 26/02/2014 | HC LEV Prague               | 4-1      | Donbas Donetsk              |
| 28/02/2014 | HC LEV Prague               | 3-1      | Dinamo Minsk                |
| 02/03/2014 | HC LEV Prague               | 2-1 (Pr) | KHL Medveščak Zagreb        |
| 04/03/2014 | HC LEV Prague               | 2-3 (TF) | HK Spartak Moscou           |

| Joueur                 | PJ | B  | A  | Pts | Pun |
| ---------------------- | -- | -- | -- | --- | --- |
| Martin Thörnberg       | 53 | 18 | 13 | 31  | 34  |
| Jiří Sekáč             | 47 | 11 | 17 | 28  | 18  |
| Jiří Novotný           | 49 | 11 | 16 | 27  | 22  |
| Justin Azevedo         | 48 | 9  | 18 | 27  | 34  |
| Petr Vrána             | 50 | 8  | 14 | 22  | 32  |
| Martin Ševc (en)       | 51 | 7  | 14 | 21  | 56  |
| Ondřej Němec           | 51 | 3  | 16 | 19  | 55  |
| Jakub Klepiš           | 38 | 8  | 9  | 17  | 22  |
| Patrik Zackrisson      | 54 | 7  | 10 | 17  | 20  |
| Calle Ridderwall (en)  | 50 | 7  | 9  | 16  | 8   |
| Nathan Oystrick        | 43 | 2  | 14 | 16  | 36  |
| Topi Jaakola           | 48 | 9  | 4  | 13  | 16  |
| Niko Kapanen           | 22 | 8  | 4  | 12  | 14  |
| Michal Řepík           | 51 | 8  | 4  | 12  | 32  |
| David Ullström         | 27 | 5  | 6  | 11  | 10  |
| Michal Birner          | 40 | 5  | 5  | 10  | 12  |
| Marc-André Gragnani    | 42 | 2  | 7  | 9   | 43  |
| Ryan O'Byrne           | 43 | 2  | 7  | 9   | 51  |
| Lukáš Cingeľ (en)      | 41 | 2  | 2  | 4   | 6   |
| Tomáš Kubalík          | 11 | 2  | 1  | 3   | 6   |
| Jakub Matai (en)       | 19 | 1  | 2  | 3   | 6   |
| Jakub Nakládal         | 34 | 0  | 3  | 3   | 26  |
| Petr Tatíček           | 8  | 1  | 1  | 2   | 8   |
| Erik Christensen       | 12 | 1  | 1  | 2   | 6   |
| Nicklas Danielsson     | 14 | 1  | 1  | 2   | 6   |
| Spencer Humphries (en) | 17 | 1  | 1  | 2   | 2   |
| Dominik Pacovský (en)  | 19 | 1  | 1  | 2   | 2   |
| Juraj Mikus            | 21 | 0  | 1  | 1   | 10  |

| Clt   | Équipe                 | PJ | V  | VP | VF | D  | DP | DF | BP  | BC  | Pts |
| ----- | ---------------------- | -- | -- | -- | -- | -- | -- | -- | --- | --- | --- |
| +001, | HK Dinamo Moscou       | 54 | 34 | 2  | 2  | 11 | 0  | 5  | 171 | 113 | 115 |
| +002, | SKA Saint-Pétersbourg  | 54 | 30 | 1  | 4  | 14 | 1  | 4  | 175 | 115 | 105 |
| +003, | HC Lev Prague          | 54 | 23 | 3  | 9  | 13 | 4  | 2  | 149 | 107 | 99  |
| +004, | Donbass Donetsk        | 54 | 27 | 3  | 4  | 18 | 0  | 2  | 135 | 99  | 97  |
| +005, | Dinamo Riga            | 54 | 22 | 5  | 6  | 16 | 1  | 4  | 141 | 122 | 93  |
| +006, | KHL Medveščak Zagreb   | 54 | 24 | 1  | 3  | 14 | 4  | 8  | 138 | 126 | 92  |
| +007, | HK CSKA Moscou         | 54 | 25 | 2  | 5  | 20 | 1  | 1  | 130 | 118 | 91  |
| +008, | Lokomotiv Iaroslavl    | 54 | 23 | 2  | 3  | 21 | 1  | 4  | 109 | 103 | 84  |
| +009, | Atlant Mytichtchi      | 54 | 19 | 1  | 7  | 22 | 2  | 3  | 123 | 120 | 78  |
| +010, | Severstal Tcherepovets | 54 | 20 | 0  | 5  | 22 | 2  | 5  | 128 | 135 | 77  |
| +011, | HC Slovan Bratislava   | 54 | 15 | 3  | 6  | 26 | 1  | 3  | 120 | 160 | 67  |
| +012, | HK Vitiaz              | 54 | 12 | 1  | 5  | 26 | 1  | 9  | 110 | 147 | 58  |
| +013, | HK Spartak Moscou      | 54 | 12 | 4  | 4  | 28 | 2  | 4  | 105 | 147 | 58  |
| +014, | HK Dinamo Minsk        | 54 | 13 | 1  | 3  | 31 | 2  | 4  | 102 | 161 | 53  |

- Équipe championne de la Koubok Kontinenta
- Équipe championne de division
- Équipe qualifiée pour les séries de la Coupe Gagarine

| Clt   | Équipe                | PJ | V  | VP | VF | D  | DP | DF | BP  | BC  | Pts |
| ----- | --------------------- | -- | -- | -- | -- | -- | -- | -- | --- | --- | --- |
| +001, | SKA Saint-Pétersbourg | 54 | 30 | 1  | 4  | 14 | 1  | 4  | 175 | 115 | 105 |
| +002, | HC Lev Prague         | 54 | 23 | 3  | 9  | 13 | 4  | 2  | 149 | 107 | 99  |
| +003, | Dinamo Riga           | 54 | 22 | 5  | 6  | 16 | 1  | 4  | 141 | 122 | 93  |
| +004, | KHL Medveščak Zagreb  | 54 | 24 | 1  | 3  | 14 | 4  | 8  | 138 | 126 | 92  |
| +005, | HK CSKA Moscou        | 54 | 25 | 2  | 5  | 20 | 1  | 1  | 130 | 118 | 91  |
| +006, | HC Slovan Bratislava  | 54 | 15 | 3  | 6  | 26 | 1  | 3  | 120 | 160 | 67  |
| +007, | HK Dinamo Minsk       | 54 | 13 | 1  | 3  | 31 | 2  | 4  | 102 | 161 | 53  |

#### Résultats et classements des séries éliminatoires 2014
| Date                           | Équipe domicile         | Score du match | Équipe visiteuse        | Score de la série |
| ------------------------------ | ----------------------- | -------------- | ----------------------- | ----------------- |
| Quarts de finale de Conférence |                         |                |                         |                   |
| 07/03/2014                     | HC Lev Prague           | 4-3            | KHL Medveščak Zagreb    | 1-0               |
| 08/03/2014                     | HC Lev Prague           | 5-2            | KHL Medveščak Zagreb    | 2-0               |
| 10/03/2014                     | KHL Medveščak Zagreb    | 2-5            | HC Lev Prague           | 3-0               |
| 11/03/2014                     | KHL Medveščak Zagreb    | 2-3            | HC Lev Prague           | 4-0               |
| Demi-finales de Conférence     |                         |                |                         |                   |
| 20/03/2014                     | HC Lev Prague           | 5-2            | Donbass Donetsk         | 1-0               |
| 21/03/2014                     | HC Lev Prague           | 3-4 (Pr)       | Donbass Donetsk         | 1-1               |
| 23/03/2014                     | Donbass Donetsk         | 2-3 (Pr)       | HC Lev Prague           | 2-1               |
| 24/03/2014                     | Donbass Donetsk         | 3-1            | HC Lev Prague           | 2-2               |
| 26/03/2014                     | HC Lev Prague           | 3-1            | Donbass Donetsk         | 3-2               |
| 28/03/2014                     | Donbass Donetsk         | 1-0            | HC Lev Prague           | 4-2               |
| Finales de Conférence          |                         |                |                         |                   |
| 02/04/2014                     | HC Lev Prague           | 3-0            | Lokomotiv Iaroslavl     | 1-0               |
| 04/04/2014                     | HC Lev Prague           | 2-1            | Lokomotiv Iaroslavl     | 2-0               |
| 06/04/2014                     | Lokomotiv Iaroslavl     | 0-3            | HC Lev Prague           | 3-0               |
| 08/04/2014                     | Lokomotiv Iaroslavl     | 3-2 (Pr)       | HC Lev Prague           | 3-1               |
| 10/04/2014                     | HC Lev Prague           | 3-2            | Lokomotiv Iaroslavl     | 4-1               |
| Finale de la Coupe Gagarine    |                         |                |                         |                   |
| 18/04/2014                     | Metallourg Magnitogorsk | 0-3            | HC Lev Prague           | 1-0               |
| 20/04/2014                     | Metallourg Magnitogorsk | 4-1            | HC Lev Prague           | 1-1               |
| 22/04/2014                     | HC Lev Prague           | 3-2            | Metallourg Magnitogorsk | 2-1               |
| 24/04/2014                     | HC Lev Prague           | 3-5            | Metallourg Magnitogorsk | 2-2               |
| 26/04/2014                     | Metallourg Magnitogorsk | 2-1 (Pr)       | HC Lev Prague           | 2-3               |
| 28/04/2014                     | HC Lev Prague           | 5-4 (Pr)       | Metallourg Magnitogorsk | 3-3               |
| 30/04/2014                     | Metallourg Magnitogorsk | 7-4            | HC Lev Prague           | 3-4               |

| Joueur                | PJ | B  | A | Pts | Pun |
| --------------------- | -- | -- | - | --- | --- |
| Justin Azevedo        | 22 | 13 | 7 | 20  | 6   |
| Martin Thörnberg      | 22 | 7  | 6 | 13  | 12  |
| Petr Vrána            | 22 | 7  | 6 | 13  | 10  |
| Patrik Zackrisson     | 22 | 4  | 7 | 11  | 4   |
| Nathan Oystrick       | 22 | 4  | 7 | 11  | 10  |
| Niko Kapanen          | 21 | 2  | 9 | 11  | 29  |
| Ondřej Němec          | 22 | 3  | 7 | 10  | 36  |
| Michal Řepík          | 22 | 4  | 6 | 10  | 22  |
| Jiří Novotný          | 21 | 5  | 4 | 9   | 26  |
| Jiří Sekáč            | 21 | 1  | 7 | 8   | 24  |
| Martin Ševc (en)      | 20 | 2  | 6 | 8   | 32  |
| Ryan O'Byrne          | 22 | 2  | 4 | 6   | 60  |
| David Ullström        | 10 | 4  | 1 | 5   | 2   |
| Michal Birner         | 13 | 1  | 3 | 4   | 8   |
| Marc-André Gragnani   | 22 | 0  | 4 | 4   | 0   |
| Lukáš Cingeľ (en)     | 18 | 2  | 1 | 3   | 2   |
| Jakub Matai (en)      | 21 | 2  | 1 | 3   | 4   |
| Jakub Nakládal        | 21 | 0  | 3 | 3   | 14  |
| Calle Ridderwall (en) | 18 | 0  | 2 | 2   | 4   |
| Jakub Klepiš          | 4  | 1  | 0 | 1   | 4   |
| Topi Jaakola          | 11 | 0  | 1 | 1   | 4   |
| Tomáš Kubalík         | 8  | 0  | 0 | 0   | 4   |
| Dominik Pacovský (en) | 1  | 0  | 0 | 0   | 0   |
| Juraj Mikus           | 1  | 0  | 0 | 0   | 0   |

## Statistiques de l'équipe
| Saison    | Capitaine    | Saison régulière | Saison régulière | Saison régulière | Saison régulière | Saison régulière | Saison régulière | Saison régulière | Saison régulière | Saison régulière | Saison régulière | Saison régulière                                    | Séries éliminatoires | Séries éliminatoires | Séries éliminatoires | Séries éliminatoires | Séries éliminatoires | Séries éliminatoires |
| Saison    | Capitaine    | PJ               | V                | VP               | VF               | DP               | DF               | D                | BP               | BC               | Pts              | Classement                                          | PJ                   | V                    | D                    | BP                   | BC                   | Progression |
| --------- | ------------ | ---------------- | ---------------- | ---------------- | ---------------- | ---------------- | ---------------- | ---------------- | ---------------- | ---------------- | ---------------- | --------------------------------------------------- | -------------------- | -------------------- | -------------------- | -------------------- | -------------------- | --- |
| 2012-2013 | Jiří Novotný | 52               | 23               | 0                | 1                | 2                | 3                | 23               | 132              | 133              | 76               | Septième conférence Ouest Quatrième division Bobrov | 4                    | 0                    | 4                    | 6                    | 11                   | Défaite 4-0 en quarts de finale de Conférence contre CSKA Moscou |
| 2013-2014 | Jiří Novotný | 54               | 23               | 3                | 9                | 4                | 2                | 13               | 149              | 107              | 99               | Troisième conférence Ouest Deuxième division Bobrov | 10                   | 8                    | 2                    | 66                   | 52                   | Victoire 4-0 en quarts de finale de Conférence contre KHL Medveščak Zagreb Victoire 4-2 en demi-finale de Conférence contre Donbass Donetsk Victoire 4-1 en finale de Conférence contre Lokomotiv Iaroslavl Défaite 4-3 en finale de la Coupe Gagarine contre Metallourg Magnitogorsk |

## Joueurs de l'équipe

### Attaquants et défenseurs
62 joueurs ont porté le maillot du HC Lev Prague au cours des deux saisons disputées dans la KHL. Parmi ces joueurs, Petr Vrána est le joueur ayant inscrit le plus grand nombre de points, comptant un total de 57 réalisations au cours des deux saisons qu'il passe avec l'équipe. Il compte un point de plus que Jakub Klepiš qui finit meilleur buteur de l'équipe avec 29 buts marqués alors qu'Ondřej Němec compte le plus grand nombre d'assistances avec 39 passes décisives. Le tableau ci-dessous reprend les dix meilleurs pointeurs de l'équipe sur le total des deux saisons.
| Joueur           | PJ  | B  | A  | Pts | Pun |
| ---------------- | --- | -- | -- | --- | --- |
| Petr Vrána       | 127 | 22 | 35 | 57  | 64  |
| Jakub Klepiš     | 91  | 29 | 27 | 56  | 50  |
| Jiří Novotný     | 117 | 23 | 29 | 52  | 70  |
| Ondřej Němec     | 129 | 12 | 39 | 51  | 141 |
| Justin Azevedo   | 70  | 22 | 25 | 47  | 40  |
| Martin Thörnberg | 75  | 25 | 19 | 44  | 46  |
| Nathan Oystrick  | 112 | 9  | 30 | 39  | 90  |
| Jiří Sekáč       | 97  | 12 | 25 | 37  | 50  |
| Michal Řepík     | 124 | 17 | 18 | 35  | 94  |
| Martin Ševc (en) | 71  | 9  | 20 | 29  | 88  |

### Gardiens de but
Huit joueurs ont défendu les buts du HC Lev Prague au cours des deux saisons ; Tomáš Pöpperle est le gardien principal de l'équipe pour la première saison alors que Petri Vehanen est celui de la deuxième saison. Le tableau ci-dessous reprend les statistiques des gardiens ayant joué plus de 10 rencontres sous le maillot de l'équipe.
| Joueur         | Saison jouée | Saison régulière | Saison régulière | Saison régulière | Saison régulière | Saison régulière | Saison régulière | Saison régulière | Saison régulière | Saison régulière | Séries éliminatoires | Séries éliminatoires | Séries éliminatoires | Séries éliminatoires | Séries éliminatoires | Séries éliminatoires | Séries éliminatoires | Séries éliminatoires |
| Joueur         | Saison jouée | PJ               | V                | D                | DP               | Min              | BC               | Moy              | %Arr             | Bl               | PJ                   | V                    | D                    | Min                  | BC                   | Moy                  | %Arr                 | Bl                   |
| -------------- | ------------ | ---------------- | ---------------- | ---------------- | ---------------- | ---------------- | ---------------- | ---------------- | ---------------- | ---------------- | -------------------- | -------------------- | -------------------- | -------------------- | -------------------- | -------------------- | -------------------- | -------------------- |
| Petri Vehanen  | 2013-2014    | 41               | 20               | 13               | 8                | 2 496            | 69               | 1,66             | 93,2             | 4                | 20                   | 13                   | 6                    | 1 276                | 45                   | 2,12                 | 91,8                 | 3                    |
| Tomáš Pöpperle | 2012-2013    | 38               | 18               | 19               | 1                | 2 272            | 85               | 2,25             | 91,7             | 6                | 4                    | 0                    | 4                    | 283                  | 11                   | 2,34                 | 90,6                 | 0                    |
| Atte Engren    | 2013-2014    | 14               | 6                | 4                | 3                | 757              | 29               | 2,30             | 90,1             | 2                | 3                    | 2                    | 1                    | 153                  | 4                    | 1,58                 | 93,3                 | 1                    |
| Jakub Štěpánek | 2012-2013    | 12               | 5                | 6                | 1                | 715              | 35               | 2,94             | 91,5             | 0                | 0                    | -                    | -                    | -                    | -                    | -                    | -                    | -                    |

### Feuilles de matchs
Les feuilles de matchs sont issues du site officiel de la Ligue continentale de hockey :
1. ↑  Lev Pr - Dinamo R 06.09.2012
2. ↑  Lev Pr - Donbass 10.09.2012
3. ↑  Donbass - Lev Pr 17.02.2013
4. ↑  CSKA - Lev Pr 20.02.2013
5. ↑  CSKA - Lev Pr 21.02.2013
6. ↑  Lev Pr - CSKA 24.02.2013
7. ↑  Lev Pr - CSKA 25.02.2013
8. ↑  Lev Pr - Slovan 15.12.2013
9. ↑  Lev Pr - Medvescak 07.03.2014
10. ↑  Lev Pr - Medvescak 08.03.2014
11. ↑  Medvescak - Lev Pr 10.03.2014
12. ↑  Medvescak - Lev Pr 11.03.2014
13. ↑  Lev Pr - Donbass 20.03.2014